# Momoiro Clover Z
Le Momoiro Clover Z (ももいろクローバーZ?, Momoiro Kurōbā Zetto, "Trifoglio rosa", o lett. "Trifoglio color pesca"), spesso abbreviato come Momoclo (ももクロ?, Momokuro), sono un gruppo musicale femminile di idol giapponesi formato da quattro membri: Kanako Momota, Shiori Tamai, Ayaka Sasaki e Reni Takagi. Sono conosciute soprattutto per le loro eccentriche esibizioni dal vivo, che incorporano elementi di ginnastica e scene d'azione a coreografie e passi di danza.

## Storia

### 2008-2009: concetto e formazione

Le Momoiro Clover in una delle loro esibizioni al parco di Yoyogi nel 2008

Il gruppo venne creato col nome di Momoiro Clover nella primavera del 2008 dall'agenzia di talenti Stardust Promotion, e iniziò esibendosi ogni fine settimana al Yoyogi-kōen di Tokyo, autopubblicizzandosi attraverso la distribuzione di volantini ai passanti.
Il nome del gruppo venne scelto affinché lo stesso rendesse l'idea di un gruppo formato da ragazze semplici il cui desiderio fosse rendere felici le persone; il motto "le idol che puoi incontrare proprio adesso" (いま、会えるアイドル?, Ima, aeru aidoru) venne invece scelto rifacendosi al concetto di un altro gruppo idol, le AKB48, le quali fanno dell'interazione con i fan una delle loro caratteristiche principali.
Dopo vari cambi di formazione, nel marzo 2009 le Momoiro Clover divennero un quintetto formato da Reni Takagi, Kanako Momota, Akari Hayami, Shiori Tamai e Ayaka Sasaki. Con la nuova formazione approfittarono delle vacanze scolastiche e dei fine settimana da maggio ad agosto dello stesso anno per intraprendere un tour in minibus in Giappone, promuovendo il loro primo singolo indipendente, Momoiro punch, e tenendo un totale di centoquattro concerti in ventiquattro negozi di elettronica della catena Yamada Denki. Nello stesso periodo Momoka Ariyasu si unì al gruppo, portando il numero delle componenti a sei. È in questo periodo che le componenti del gruppo si guadagnarono il soprannome di shūmatsu hiroin (週末ヒロイン? "eroine del week-end"), dato che a causa degli impegni scolastici esse potevano esibirsi solo durante i fine settimana.

### 2010-2011: l'abbandono di Akari Hayami e l'album di debutto

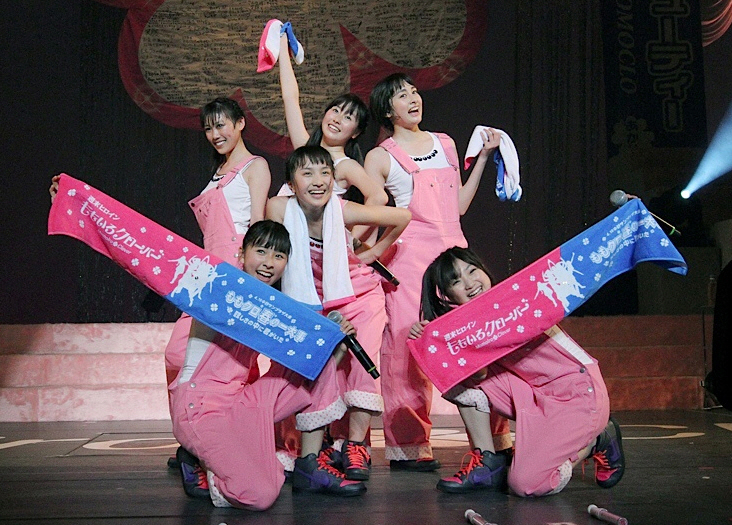
L'ultimo concerto di Akari Hayami con le Momoiro Clover, aprile 2011

Nel marzo 2010 le Momoiro Clover siglarono un contratto discografico con la major Universal J, filiale della Universal Music Group, debuttando il maggio successivo con il singolo Ikuze! Kaitō shōjo. In novembre il gruppo firmò quindi con la King Records, pubblicando il singolo Pinky Jones. La title track, composta da Narasaki dei Coaltar of the Deepers, si discostava notevolmente dai precedenti lavori del gruppo risultando essere più caotica e fuori dagli schemi, caratteristica che sarebbe divenuta una costante delle pubblicazioni successive. Il gruppo chiuse il 2010 esibendosi per la prima volta in una sala concerti, il Nippon Seinenkan, attirando un seguito di 1.300 persone.
Nell'aprile 2011 Akari Hayami decise di lasciare le Momoiro Clover per perseguire la carriera di attrice. Il gruppo, ridotto a cinque elementi, cambiò così il nome in Momoiro Clover Z. Il primo singolo con la nuova formazione, Z densetsu: Owarinaki kakumei, fu pubblicato il 6 luglio 2011, accompagnato da una nuova immagine del gruppo e da particolari esibizioni dal vivo ispirate ai film sui supereroi giapponesi e al genere super sentai. In giugno pubblicarono il loro primo album in studio, Battle and Romance, il quale venne premiato con il CD Shop Award nel febbraio 2012; le Momoiro Clover Z furono il primo gruppo idol a ricevere tale riconoscimento. Il 25 dicembre 2011 si esibirono alla Saitama Super Arena davanti a 10.000 spettatori.

### 2012-2013: crescita della popolarità in Giappone

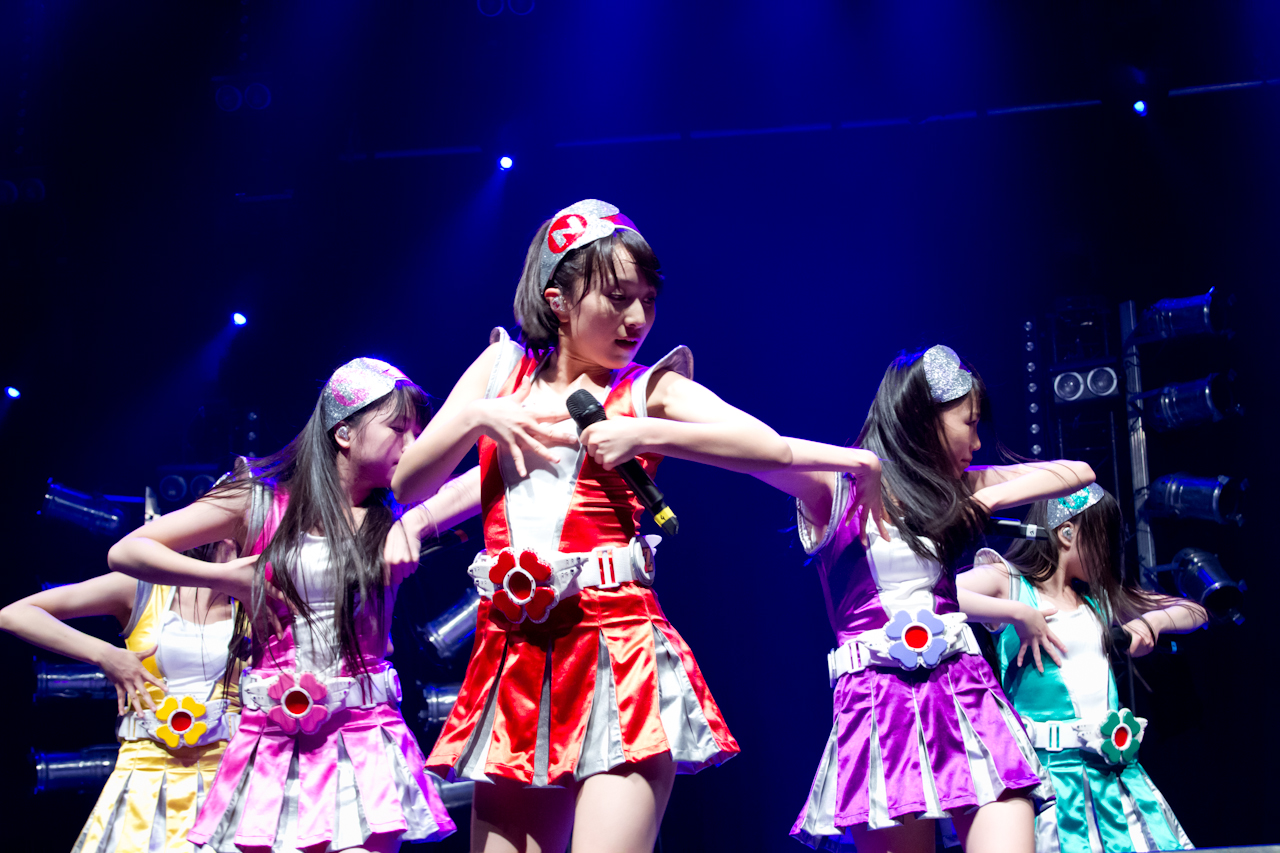
Le Momoiro Clover Z al Japan Expo 2012

Nel maggio 2012 le Momoiro Clover Z si esibirono a Putrajaya (Malaysia), in occasione delle celebrazioni della Giornata nazionale della gioventù, venendo ricevute dal primo ministro Najib Razak. In agosto tennero il loro primo concerto al Seibu Dome di Saitama, esibendosi davanti a 37.000 spettatori. Nel frattempo il brano Mite mite kotchitchi, contenuto all'interno del singolo Otome sensō, fu scelto come sigla di chiusura della serie anime sui Pokémon Pocket Monsters Best Wishes! e del corto Pokemon: Meloetta no kirakira recital, mentre in luglio il gruppo partecipò al Japan Expo 2012. Il 31 dicembre 2012 le Momoiro Clover Z vennero inviatate per la prima volta alla popolare trasmissione della NHK Kōhaku uta gassen, mentre il singolo Saraba, itoshiki kanashimi-tachi yo, pubblicato il 21 novembre, raggiunse la prima posizione della classifica Billboard Japan, venendo scelto altresì come tema musicale del dorama della Nippon Television Akumu-chan.
A inizio 2013 Momoka Ariyasu fu costretta a sottoporsi a un trattamento alla gola che ne limitò le attività con il gruppo fino a febbraio, obbligando le altre componenti del gruppo a eseguire le sue parti cantante durante le esibizioni dal vivo. Nell'aprile successivo il gruppo pubblicò il secondo album in studio, 5th Dimension, il quale esordì al primo posto della classifica Oricon settimanale con 180 000 copie vendute, e anche Battle and Romance — ripubblicato nella stessa data in un'edizione rinnovata — ne beneficiò rientrando in classifica al secondo posto. In settembre l'album fu certificato disco di platino, mentre in agosto il gruppo tenne un concerto al Nissan Stadium davanti a 60.000 spettatori.
Nel 2013 le Momoiro Clover Z si piazzarono al quarto posto nella classifica relativa al numero di dischi venduti, con un guadagno di circa 5,2 miliardi di yen.

### 2014-2015: collaborazione con i Kiss e il filmMaku ga agaru

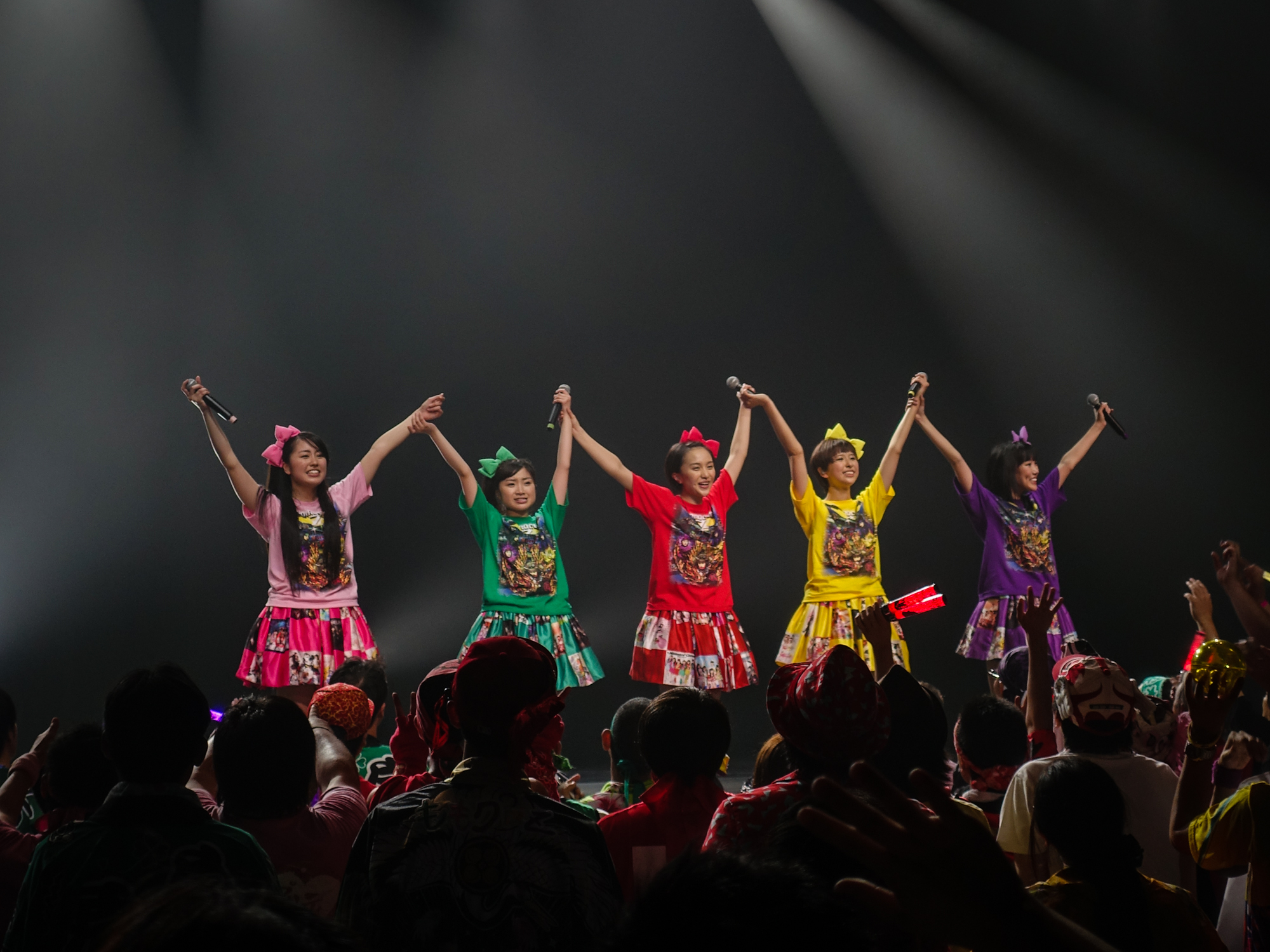
Le Momoiro Clover Z durante un concerto nel 2014

Nel marzo 2014 le Momoiro Clover Z tennero una serie di due concerti allo Stadio Olimpico di Tokyo, attirando un seguito di 150.000 spettatori totali. Divennero così il primo gruppo femminile e il gruppo ad aver impiegato meno tempo in assoluto dal giorno della formazione a esibircisi. In maggio pubblicarono il singolo Naite mo ii n'da yo, il cui lato B, My Dear Fellow, era dedicato al giocatore di baseball giapponese Masahiro Tanaka (noto fan del gruppo) e utilizzato dallo stesso durante il giro di riscaldamento alla prima partita con i New York Yankees al Yankee Stadium. Nello stesso mese le Momoiro Clover Z curarono la colonna sonora dell'anime Bishōjo senshi Sailor Moon Crystal con i brani Moon Pride e Gekkō, scelti rispettivamente come sigla di apertura e chiusura, e successivamente pubblicati all'interno del singolo Moon Pride, uscito in Giappone in luglio. In agosto, invece, presero parte a due date del tour di Lady Gaga ArtRave: The Artpop Ball, in qualità di gruppo spalla.
Il 28 gennaio 2015 le Momoiro Clover Z pubblicarono il singolo Yume no ukiyo ni saite mi na in collaborazione con la rock band statunitense Kiss. In Giappone fu reso disponibile in due versioni, la "Momoiro Clover Z edition", compresa di singolo e DVD, e la "Kiss edition", che consisteva nel solo singolo. Un'altra versione della title track fu inclusa nell'edizione giapponese del greatest hits Kiss 40, uscito in Giappone lo stesso giorno.
Il 28 febbraio uscì nei cinema giapponesi Maku ga agaru (The Curtain Rises nel mercato internazionale), film nel quale le componenti del gruppo ebbero il ruolo di protagoniste, curando anche la colonna sonora. Il singolo "Z" no chikai, pubblicato il 29 aprile seguente, fece invece da tema musicale del film d'animazione Dragon Ball Z: La resurrezione di 'F', a cui le stesse componenti del gruppo parteciparono in veste di doppiatrici.
Seishunfu, singolo contenente la colonna sonora del film che le aveva viste protagoniste, venne pubblicato il successivo 11 marzo, riuscendo a vendere più di 100 000 copie e venendo così certificato disco d'oro. Nei primi due giorni di luglio il gruppo fu ospite dell'Anime Expo di Los Angeles, esibendosi in concerto al Microsoft Theater.

### 2016-2017: nuovi progetti e tournée negli USA
Il 17 febbraio 2016 il gruppo pubblicò due nuovi album in studio, Amaranthus e Hakkin no yoake, i quali debuttarono rispettivamente alla prima e alla seconda posizione della classifica Oricon settimanale. Nel novembre dello stesso anno le Momoiro Clover Z partirono per la loro prima tournée negli Stati Uniti, facendo tappa a New York, Los Angeles e Hawaii per un totale di quattro concerti. A fine anno pubblicarono una raccolta di brani a tema natalizio dal titolo MCZ Winter Song Collection.
Durante il 2016 circa 636.000 persone presero parte ai loro concerti dal vivo, il più grande numero di sempre per un gruppo femminile giapponese.
Nell'estate del 2017 il gruppo pubblicò il singolo Blast!, il cui tema incentrato sullo sport fece da preludio per la serie di due concerti tenutasi all'Ajinomoto Stadium di Tokyo in agosto. Nello stesso anno le Momoclo partirono per un tour nazionale che toccò ognuna delle quarantasette prefetture giapponesi.

### 2018-presente: l'uscita dal gruppo di Momoka Ariyasu
Nel gennaio 2018 Momoka Ariyasu annunciò la volontà di abbandonare il gruppo e il mondo spettacolo; il suo ultimo concerto con il gruppo si tenne il 21 gennaio al Makuhari Messe di Chiba.

## Stile musicale

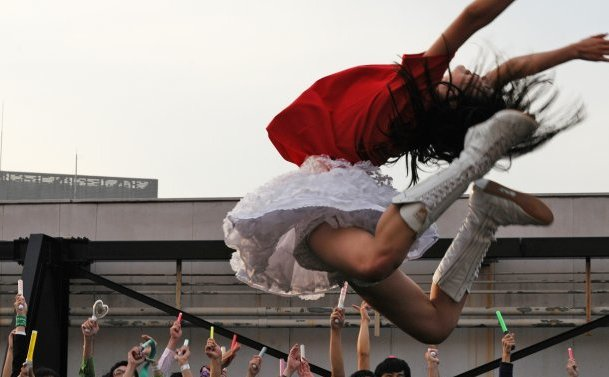
Il caratteristico salto di Kanako Momota quando esegue Ikuze! Kaitō shōjo

I brani delle Momoiro Clover Z presentano particolarità sonore tipiche del j-pop, benché questo sia portato a un livello definito «iperattivo» e sia contraddistinto da diversi elementi di «assurdità». Le esibizioni dal vivo del gruppo sono caratterizzate da complesse coreografie che presentano elementi di ginnastica, scene d'azione e numeri acrobatici. Il gruppo inoltre è noto per la sua «anarchica energia» — peculiarità di solito associata ai gruppi punk — e, benché le voci delle ragazze non siano molto stabili durante le coreografie più movimentate, esse cantano dal vivo e non ricorrono al playback.
Alcuni dei lavori delle Momoclo sono piuttosto complessi, essendo caratterizzati da frequenti cambiamenti di stile nel corso di un unico brano e dalla capacità di combinare assieme melodie «apparentemente incompatibili». Ian Martin del Japan Times ha definito le Momoiro Clover «un gruppo capace di suscitare [...] ammirazione in punkettoni, indie, rumoristi [...] provenienti da tutta la scena musicale underground giapponese», mentre la loro musica è stata definita «progressiva» e «lungimirante». Per questo motivo il gruppo collabora spesso con autori e musicisti appartenenti a differenti generi musicali, dal pop al punk, fino all'heavy metal. Nel complesso le Momoiro Clover Z sono state definite «una perfetta integrazione di personalità, immagine e musica, nella quale ogni elemento si completa reciprocamente».

## Formazione

### Formazione attuale
| Nome (kanji)                 | Colore | Data di nascita (età) |
| ---------------------------- | ------ | --------------------- |
| Kanako Momota (百田 夏菜子?) | Rosso  | 12 luglio 1994        |
| Shiori Tamai (玉井 詩織?)    | Giallo | 4 giugno 1995         |
| Ayaka Sasaki (佐々木 彩夏?)  | Rosa   | 11 giugno 1996        |
| Reni Takagi (高城 れに?)     | Viola  | 21 giugno 1993        |

### Ex componenti
| Nome (kanji)                | Colore | Data di nascita (età) |
| --------------------------- | ------ | --------------------- |
| Akari Hayami (早見 あかり?) | Blu    | 17 marzo 1995         |
| Momoka Ariyasu (有安 杏果?) | Verde  | 15 marzo 1995         |

Altri
- Runa Yumikawa (弓川 留奈? ; nata 4 febbraio 1994)
- Tsukina Takai (高井 つき奈? ; nata 6 luglio 1995)
- Miyū Wagawa (和川 未優? ; nata 19 dicembre 1993)
- Manami Ikura (伊倉 愛美? ; nata 4 febbraio 1994)
- Sumire Fujishiro (藤白 すみれ? ; nata 8 maggio 1994)
- Yukina Kashiwa (柏 幸奈? ; nata 12 agosto 1994)

## Discografia
- 2011 – Battle and Romance
- 2013 – 5th Dimension
- 2016 – Amaranthus
- 2016 – Hakkin no yoake

## Filmografia
- Shirome (シロメ?), regia di Kōji Shiraishi (2010)[67]
- Shimin Police 69 (市民ポリス69?, Shimin Porisu 69), regia di Ryūichi Honda (2011)[68]
- Momodora (ももドラ momo+dra?), film collettivo di 5 episodi distribuito via web, regia di Atsunori Sasaki (2011)[69]
- Ninifuni - cortometraggio direct-to-video, regia di Tetsuya Mariko (2012)[70][71]
- Maku ga agaru (幕が上がる?), regia di Katsuyuki Motohiro (2015)[72]

## Riconoscimenti
| Anno | Destinatario                        | Premio                                                | Risultato       |
| ---- | ----------------------------------- | ----------------------------------------------------- | --------------- |
| 2012 | Battle and Romance                  | CD Shop Awards — Grand Prix                           | Vincitore/trice |
| 2013 | Saraba, itoshiki kanashimi-tachi yo | Space Shower Music Video Awards — Special Award       | Vincitore/trice |
| 2013 | Saraba, itoshiki kanashimi-tachi yo | MTV Video Music Award Japan alla migliore coreografia | Vincitore/trice |
| 2013 | Momoiro Clover Z                    | MTV Europe Music Award al miglior artista giapponese  | Vincitore/trice |
| 2013 | Momoiro Clover Z                    | MTV Europe Music Award al miglior artista asiatico    | Candidato/a     |